# Домброва-Бялоґардзька
Домброва-Бялоґардзька (пол. Dąbrowa Białogardzka) — село в Польщі, у гміні Ромбіно Свідвинського повіту Західнопоморського воєводства.
Населення — 234 особи (2011).

## Демографія
Демографічна структура станом на 31 березня 2011 року:
|          | Загалом | Допрацездатний вік | Працездатний вік | Постпрацездатний вік |
| -------- | ------- | ------------------ | ---------------- | -------------------- |
| Чоловіки | 116     | 27                 | 76               | 13                   |
| Жінки    | 118     | 28                 | 67               | 23                   |
| Разом    | 234     | 55                 | 143              | 36                   |